# 運動公園站 (群馬縣)

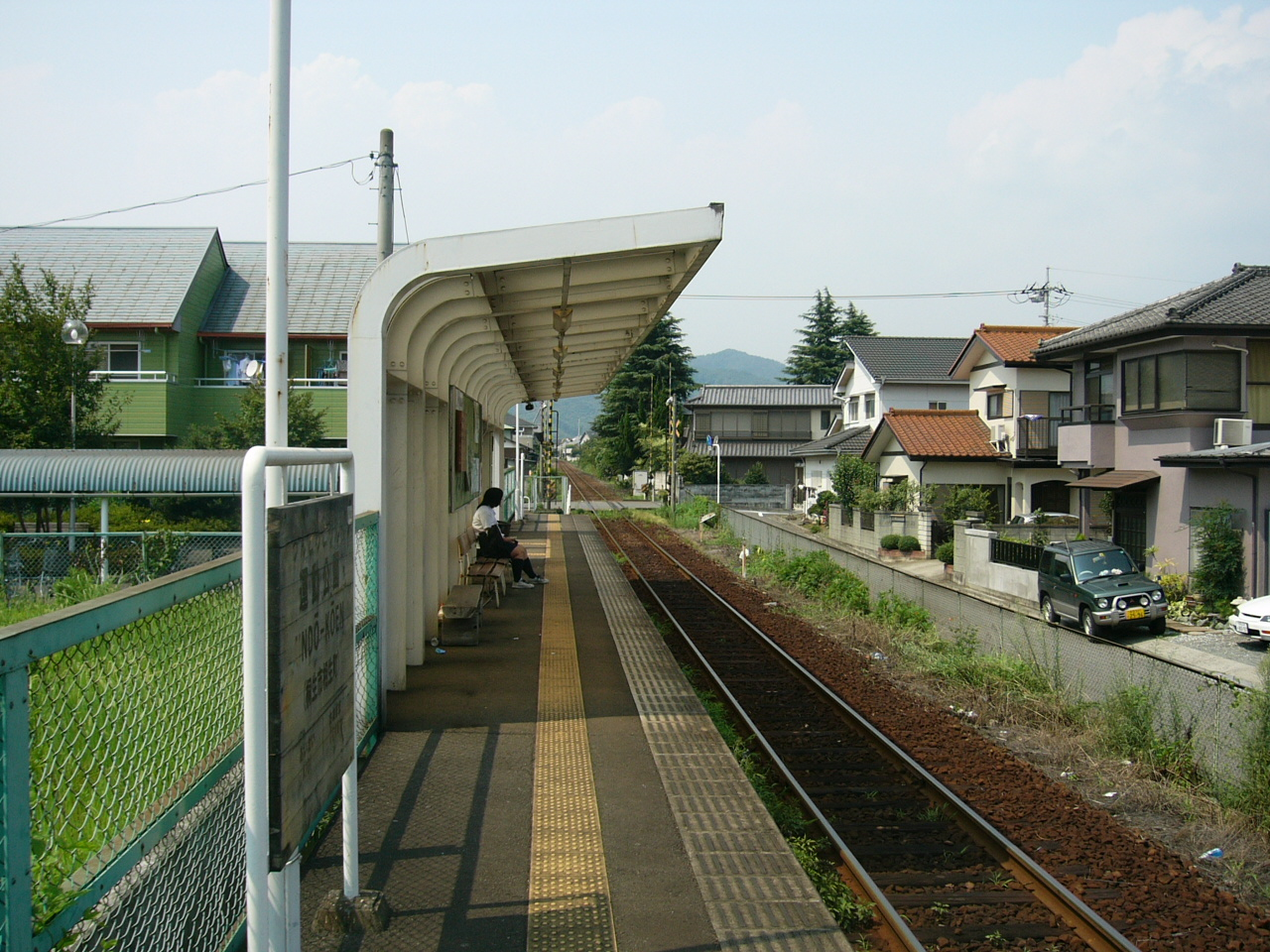
運動公園站月台

運動公園站（日语：／ Undō-kōen eki */?）是位於群馬縣桐生市相生町三丁目246番地，渡良瀨溪谷鐵道的渡良瀨溪谷線車站。車站編號為WK04。車站鄰近上毛電氣鐵道上毛線的桐生球場前站，兩站為轉乘站。

## 歷史
- 1989年（平成元年）3月29日 - JR東日本足尾線由渡良瀨溪谷鐵道接管同日啟用（本宿站和中野站也是同日啟用）。

## 車站構造
此站是地面車站，設有1面1線的單式月台。此站是無人車站。

## 使用狀況
以下為近年使用狀況數據。
| 上下車人次變化 | 上下車人次變化 |
| 年度           | 1日平均人次    |
| -------------- | -------------- |
| 2009年         | 67             |
| 2010年         | 83             |
| 2011年         | 85             |
| 2012年         | 81             |
| 2013年         | 82             |
| 2014年         | 89             |
| 2015年         | 92             |
| 2016年         | 90             |
| 2017年         | 90             |
| 2018年         | 84             |

## 車站周邊

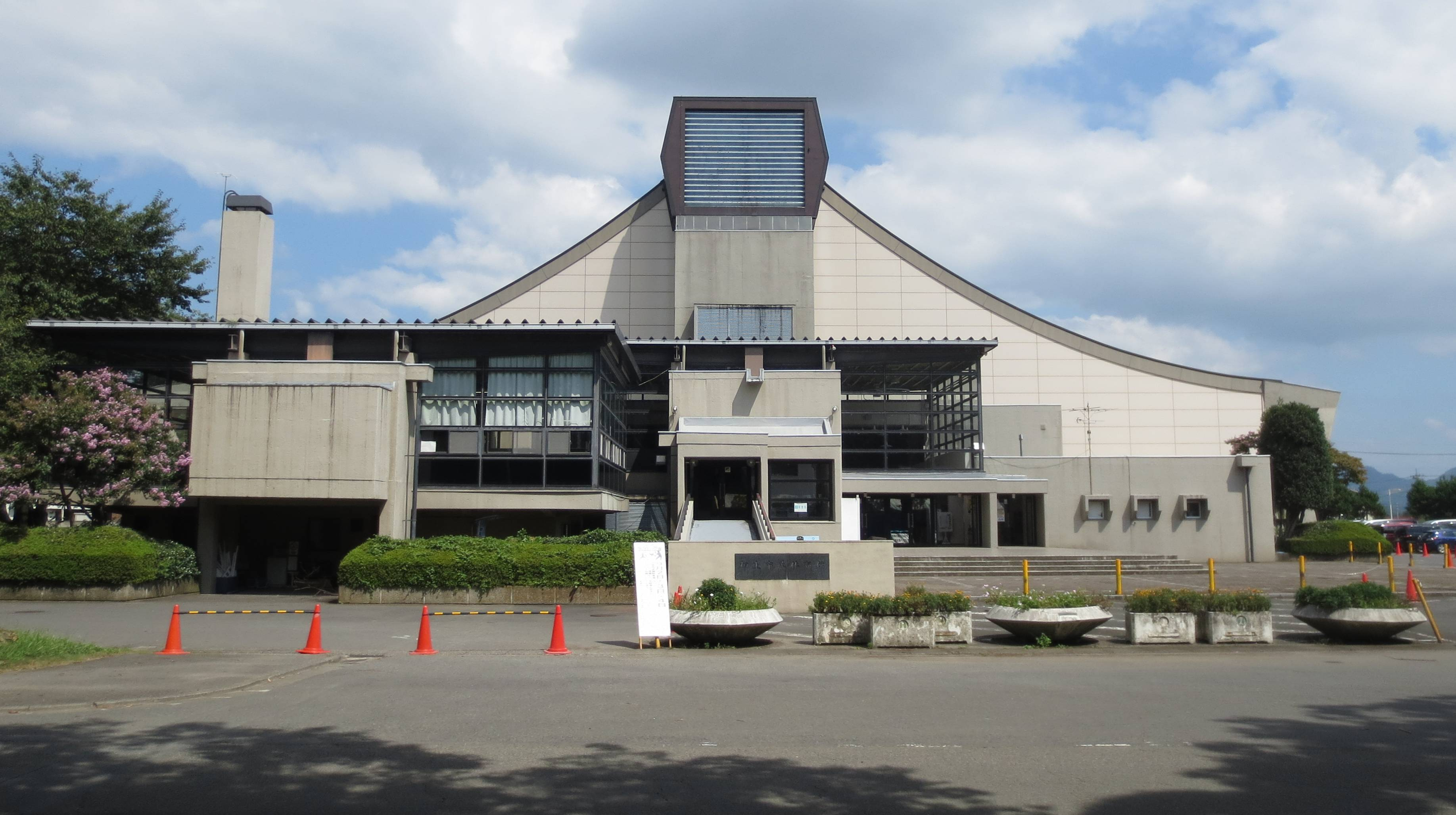
桐生市民體育館

車站位於桐生市運動公園前，在公園對面設有上毛電氣鐵道桐生球場前站。
- 桐生市運動公園（日语：桐生市運動公園）
  - 桐生球場（日语：桐生球場）
  - 市民體育館
- 群馬縣立桐生西高等學校（日语：群馬県立桐生西高等学校）
- 桐生市立川內南小學（日语：桐生市立川内南小学校）
- 桐生市立川內中學（日语：桐生市立川内中学校）
- 桐生市營渡良瀨團地
- 國道122號
- 相川橋

## 相鄰車站
渡良瀨溪谷鐵道
■渡良瀨溪谷線
相老（WK03）－運動公園（WK04）－大間間（WK05）

## 注腳
1. ↑  渡良瀨溪谷鐵道車內小冊子中記載
2. ↑  桐生市統計書・市内鉄道の年間乗降客数 （页面存档备份，存于）（日語）

## 外部連結
- 渡良瀨溪谷鐵道｜運動公園站 （页面存档备份，存于）（日語）